# 早口町
早口町（はやぐちまち）は秋田県北秋田郡にあった町。現在の大館市北西端にあたる。本項では町制前の名称である早口村（はやぐちむら）についても述べる。

## 地理
- 山：二子山、十ノ瀬山、女十ノ瀬山、田代岳、烏帽子岳、尻高森、堂九郎坊森、長慶森、三ツ森
- 河川：米代川

## 歴史
- 1889年（明治22年）4月1日 - 町村制の施行により、早口村、長坂村、外川原村の区域をもって早口村が発足。
- 1900年（明治33年）10月7日 - 早口駅が官設鉄道の一般駅として開業する。
- 1947年（昭和22年）7月1日 - 早口村が町制施行して早口町となる。
- 1956年（昭和31年）9月30日 - 山瀬村と合併して田代町が発足。同日早口町廃止。
- 2005年（平成17年）6月20日 - 田代町が大館市に編入。

## 交通

### 鉄道路線
- 日本国有鉄道
  - 奥羽本線
    - 早口駅

### 道路
- 国道7号